# Obélisque de Boboli
L'obélisque de Boboli, anciennement appelé obélisque médicéen, est un obélisque égyptien de granite rouge situé dans le jardin de Boboli à Florence en Italie. C'est le seul obélisque antique de Toscane, déplacé au XVIIIe siècle de Rome (anciennement dans les collections de la Villa Médicis), où il avait été transporté d'Égypte au Ier siècle. Il mesure 6,34 mètres de haut.

## Histoire et description

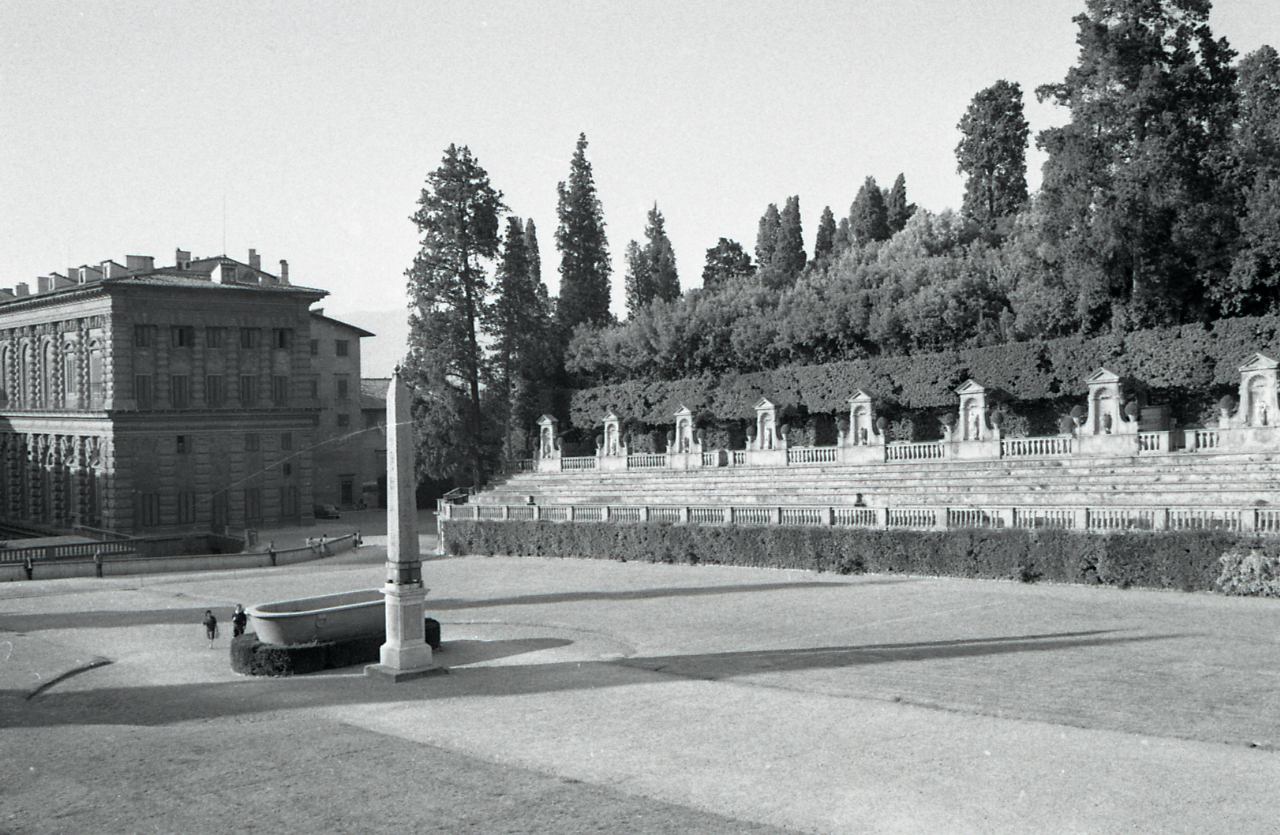
Le Palazzo Pitti (à gauche) et l'amphithéâtre des jardins de Boboli avec l'obélisque. Photo de Paolo Monti, 1965.

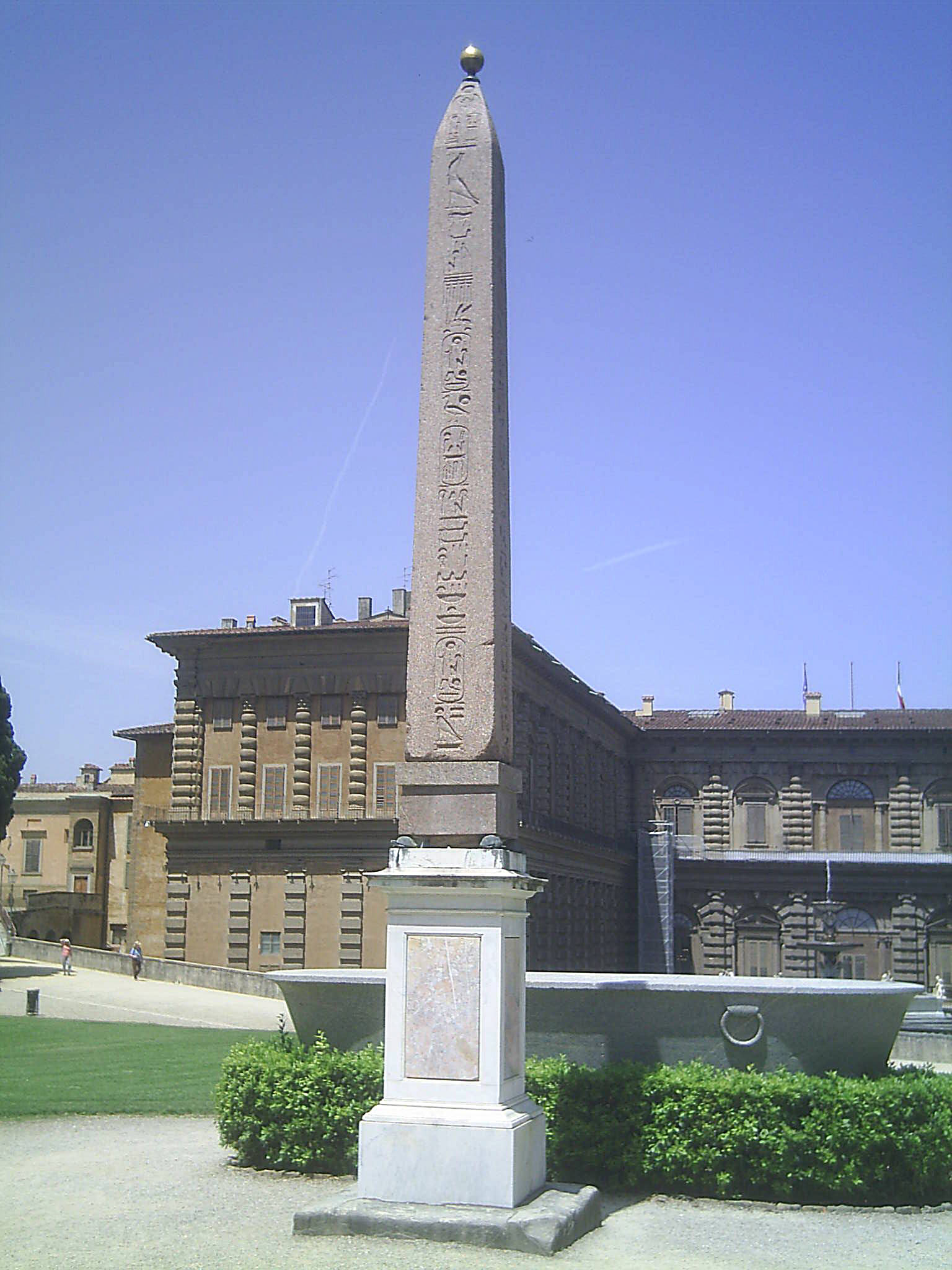
Vue de l'obélisque avec le palais Pitti en arrière-plan, le bassin est juste à côté de l'obélisque.

### Histoire ancienne
Le matériau en pierre dans lequel l'obélisque est sculpté provient d'Assouan et les inscriptions qui le décorent rappellent Atoum, une divinité importante de la ville d'Héliopolis (Égypte). Bien que l'on ne connaisse pas exactement l'emplacement d'origine et l'époque de l'érection, les inscriptions conduisent à situer la réalisation autour du règne de Ramsès II, et la provenance, comme pour les autres obélisques romains, précisément d'Héliopolis.
Transféré à Rome par Domitien, il est placé dans le Temple d'Isis de Rome, sur le Champ de Mars (Rome), avec l'obélisque du monument de Dogali, l'obélisque du Panthéon et l'obélisque de la place de la Minerve (tous restés à Rome).

### À la Renaissance
Au XVIe siècle, le cardinal Ferdinand Ier de Médicis l'achète et l'intègre aux magnifiques collections d'antiquités de la villa Médicis, où il est installé dans les jardins du Pincio. L'obélisque a des références symboliques pour la famille Médicis, qui ont une valeur particulière pour son acheteur, comme la corrélation avec le symbolisme solaire (représenté par la sphère sur le dessus, ce qui est original), les tortues de la base (également anciennes) ou l'origine du Campo Marzio, une zone sacrée pour le roi « étrusque » (et donc « toscan ») Tarquin l'Ancien et pour Mars, considéré comme l'ancien protecteur de Florentia.
Plus tard, il est transformé en fontaine, à l'instar d'autres obélisques romains, perdant les connotations symboliques chères à Ferdinand.

### Arrivée à Florence
Lorsque le grand-duc Léopold II de Lorraine décide d'amener à Florence toutes les marchandises transportables de la Villa Médicis, en tant qu'héritier de la propriété domaniale de la Casa Medici, l'obélisque, qui pesait neuf tonnes, part en juin 1788. Il voyage par mer et est débarqué à Livourne, puis arrive à Florence en octobre, précédé par les tortues de la base et la sphère solaire qui ont déjà été transportées par voie terrestre. Il déplace également le bassin de l'Antiquité romaine en granit qui est associé à l'obélisque de la Villa Médicis.
Diverses hypothèses ont été faites pour son nouvel emplacement : au sud du Ponte Vecchio ou devant la basilique San Lorenzo de Florence ou Boboli, peut-être au sommet du Viottolone ou au centre de l'Hémicycle des Colonnes ou à la place de la statue de Dovizia (à la tête de l'axe central). Finalement, il est suggéré de le placer dans l'amphithéâtre, une disposition qui plait au Grand-Duc, et où l'obélisque est effectivement installé en 1790. Dans le choix, la connotation de l'amphithéâtre lui-même en tant que cirque romain a dû peser : depuis le XVIe siècle, la croyance (incorrecte) s'était répandue que l'obélisque provenait du « cirque de Flore » à Rome.
La base en marbre - en fait préparée pour un agencement de l'ensemble dans la pelouse des Colonnes - remonte à un projet de Gaspare Paoletti.
Le grand bassin de granite gris placé à la fin de 1840 devant l'obélisque provient peut-être des thermes de Néron du Champ de Mars. Il est sculpté d'un seul bloc : long de 7,18 mètres, c'est le plus grand bassin qui nous soit parvenu du monde antique. La disposition a été prise en charge par Pasquale Poccianti, qui a élevé l'obélisque à 2,50 mètres au-dessus du sol et placé sous le bassin une base ovale à gradins avec un avant-corps (maintenant démonté), et deux figures de bronze symétriques, maintenant au musée national du Bargello. Une fontaine jaillissait de la base et versait de l'eau dans le bassin en contrebas : ainsi une perspective éblouissante de fontaines s'alignait sur l'axe principal du jardin pour ceux qui regardaient depuis le palais. L'ensemble était certes éclectique, mais à sa manière cohérente et délicatement polychrome (blanc, rose, gris et bronze) ; il a été redimensionné dans l'agencement actuel peut-être au début du XXe siècle.
Sous le traditionnel scarabée solaire ailé jusqu'au sommet de l'obélisque, on peut lire le nom et le prénom de Ramsès II, pour lequel l'obélisque a été érigé. Les inscriptions, qui sont ses titres, se lisent : « Grand Maître, puissant dans tous les pays, le Roi, le Fils de Tum et fils intelligent d'Atoum ». Le Roi est aussi appelé « aimé » par Tum et Rê : cela montre que l'obélisque provient directement d'Héliopolis, la cité du « Soleil » (Rê).